# George Everest
George Everest (4. července 1790 – 1. prosince 1866) byl britský zeměměřič, geograf a průzkumník Indie, kde působil v letech 1830 až 1843. Byl zodpovědný za dokončení trigonometrického průzkumu Indie podél poledníku od jihu Indie až na sever Nepálu (vzdálenost zhruba 2400 km).

## Biografie
Everest pocházel z Walesu, vystudoval vojenskou akademii ve Woolwich v Anglii a během studia vynikal zejména v matematice. V roce 1806 odjel do Indie jako kadet bengálského dělostřelectva a později byl vybrán Sirem Refflesem k účasti na průzkumu Jávy v letech 1814-1816. Dva roky po uskutečnění průzkumu byl jmenován asistentem plukovníka Lambtona a po jeho smrti v roce 1823 se stal vedoucím průzkumu. V roce 1830 byl jmenován generálním průzkumníkem v Indii. Roku 1843 se vrátil do Anglie, kde byl přijat do Královské společnosti (akademie pro podporu věd). Roku 1861 byl pasován rytířem a o rok později zvolen viceprezidentem Královské geografické společnosti. Zemřel v londýnském Greenwich v zimě roku 1866.

## Působení v Indii
Průzkum začal již roku 1806, pod vedením Williama Lambtona a trval několik desetiletí. Mount Everest byl prozkoumán roku 1852, následníkem Everesta Andrewem Waughem, který změřil výšku vrcholu Everestu. V roce 1865 na počest George Everesta byla hora přejmenována z předchozího názvu Peak XV na Mount Everest.